# Karl Keller (Pfarrer)
Johann Karl Gerhard Keller (* 18. September 1798 in Orsoy; † 10. Juli 1873 in Mülheim an der Ruhr) war ein evangelischer Pfarrer und Parlamentarier.

## Leben
Keller studierte Evangelische Theologie an der Ruprecht-Karls-Universität Heidelberg und der Friedrich-Wilhelms-Universität Berlin. 1819 wurde er Mitglied des Corps Guestphalia Heidelberg. Nach dem Studium war er zunächst Hilfsprediger in Solingen. Von 1825 bis 1842 war er Pfarrer an der Evangelischen Kirche in Erkrath. 1844 wechselte er nach Mülheim an der Ruhr, wo er bis zu seinem Tod 1873 Pfarrer war. Von 1848 bis 1854 war er zudem Superintendent. Während der 2. Legislaturperiode saß Keller für den Wahlkreis Düsseldorf von 1849 bis zu seiner Mandatsniederlegung am 11. Dezember 1850 im Preußischen Abgeordnetenhaus. In der 1. Session gehörte er der Fraktion des Centrums an. Seine Fraktionszugehörigkeit in der 2. Session ist nicht überliefert.